# Estrona
La estrona (E1, también llamada foliculina, hormona folicular, estrina, cetohidroxiestrina, estrol, menformón o perlatán)  es una  hormona estrogénica secretada por el ovario y el tejido adiposo. Es uno de los tres estrógenos naturales, junto con el estradiol y el estriol. La estrona es la menos abundante de las tres hormonas; el estradiol está presente casi siempre en el cuerpo de la mujer en edad reproductiva, y el estriol es abundante  principalmente durante el embarazo. La estrona es el estrógeno predominante en las mujeres posmenopáusicas.
La estrona se transforma en sulfato de estrona, una molécula que actúa como reservorio ya que puede convertirse, si es necesario, en un estrógeno más activo, el estradiol.

## Biosíntesis
La estrona se sintetiza por medio de la enzima aromatasa a partir de la androstenediona, un derivado de la progesterona. La conversión implica la desmetilación del carbono-19 y la aromatización del anillo A. Esta reacción es similar a la de la conversión de la testosterona en estradiol.

## Propiedades físicas y químicas
La estrona se presenta en forma de polvo cristalino sólido, blanco e inodoro. Su punto de fusión está en 254.5 °C (490 °F) y su gravedad específica es de 1.23. Es inflamable a altas temperaturas y los productos de su combustión son el monóxido de carbono (CO) y el dióxido de carbono (CO2).
Es muy poco soluble en el agua (100 centímetros cúbicos a 25 °C disuelve 0,0003 g), poco soluble en alcohol (1:250 a 15 °C), en alcohol hirviendo (1:50), en acetona (1:50), en cloroformo (1:110). Es soluble en dioxano, en piridina, en glicerina, etilglicol y soluciones de hidróxidos alcalinos y menor en éter y en los aceites vegetales. Su poder rotatorio está comprendido entre +158 y +166 en solución de dioxano, conteniendo 100 mg. de estrona por cada 10 centímetros cúbicos.

## Exposición a estrona
En mujeres, se ha demostrado que la estrona es un agente teratogénico. La organización "The Occupational Safety and Health Administration" (OSHA) clasifica la estrona como un carcinógeno especial OSHA. La exposición a estronas puede causar hipersensibilidad mamaria o dolor, hipersecreción cervical, desórdenes menstruales incluyendo menorragia y metrorragia, náusea, cefalea, hipertensión, calambres, alteraciones en la visión, y dolor endometrial. Puede experimentarse una disminución de producción de leche en madres lactantes. La estrona puede encontrarse en la orina de mujeres embarazadas y también puede excretarse a través de las heces.
En hombres, la estrona puede causar anorexia, náusea, vómitos, edema, feminización incluyendo ginecomastia y disfunción eréctil; se han descrito también fenómenos de criptorquidia relacionada con la exposición a las estronas presentes en plaguicidas y otros productos agrícolas.

### Ojos
Si tiene lugar la exposición en los ojos, los contactos deben ser retirados y aclarados con agua durante 15 minutos. Si tiene lugar cualquier irritación, puede ser necesaria atención médica. La exposición a estronas en los ojos puede evitarse con el uso de gafas de seguridad.

### Piel
Si tiene lugar exposición de la estrona en la piel, el área afectada debe ser lavada con agua y jabón y luego cubierta con un emoliente o loción hidratante. La atención médica puede ser necesaria en caso de que la irritación persista. La exposición a estronas puede prevenirse con uso de guantes protectores, pantalones, camisas que cubran la parte superior del cuerpo y traje de laboratorio.

### Inhalación
Si tiene lugar inhalación de estronas, se debe acudir al aire fresco. Si la respiración cesa se debe administrar respiración artificial. En caso de dificultad respiratoria debe suministrarse oxígeno, y si la respiración continúa siendo difícil puede ser necesaria atención médica. La inhalación de estrona puede prevenirse con una mascarilla.

### Ingestión
Si la estrona es ingerida no se debe inducir el vómito. La atención médica puede ser necesaria.

## Efectos medioambientales
El uso de estronas en derivados o medicamentos puede provocar su liberación a través de flujos residuales.